# Sötvattensfisk

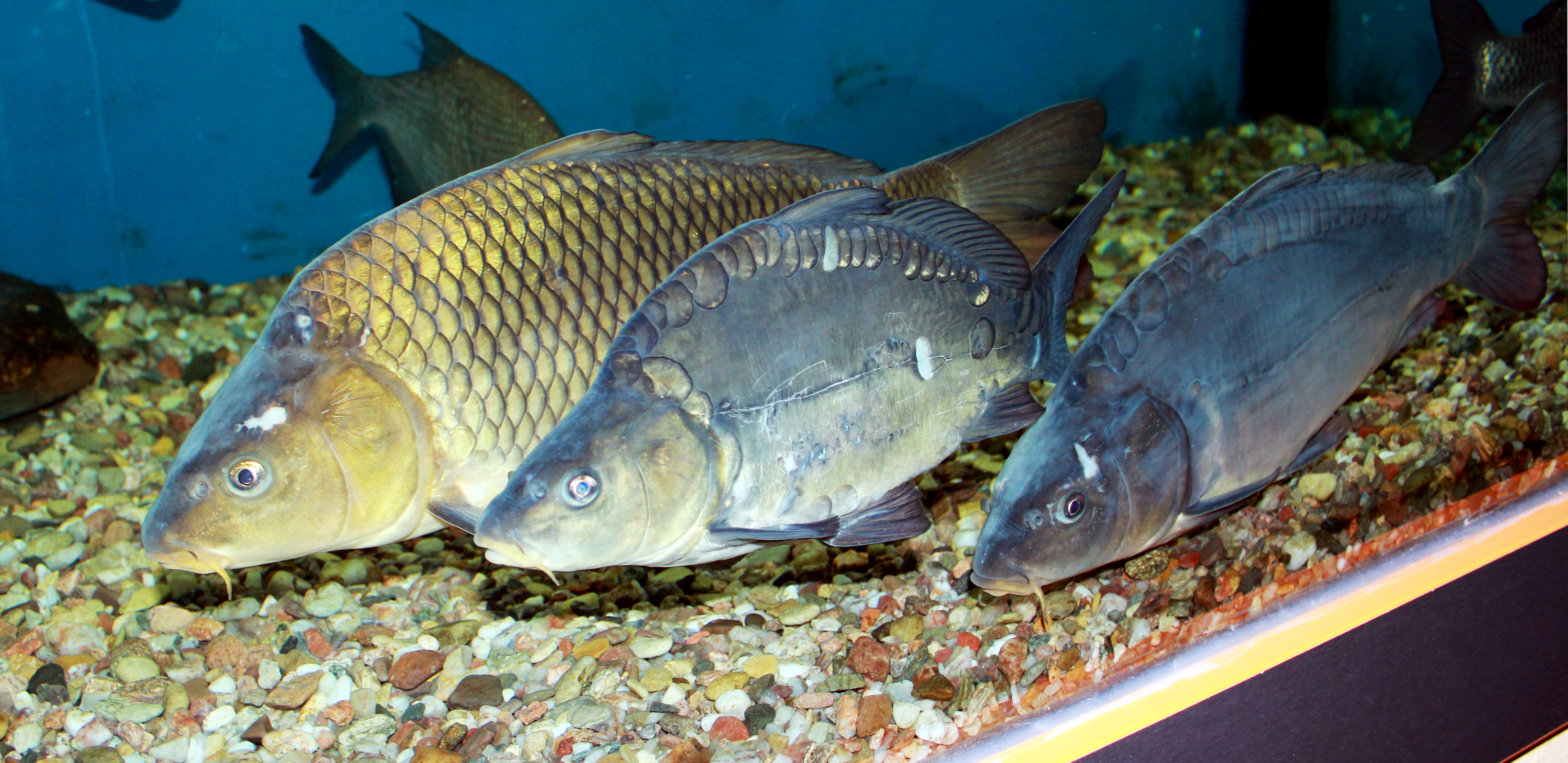
Karp (Cyprinus carpio) är en vanlig sötvattensfisk, som förekommer över stora delar av världen.

En sötvattensfisk är en fisk som lever hela eller stora delar av sitt liv i sötvatten, såsom floder och insjöar där vattnet har en salinitet lägre än 0,05 procent. Trots att andelen flytande sötvatten på jorden är betydligt mindre än andelen saltvatten lever cirka 41,24 procent av alla fiskarter i sötvatten. Att andelen sötvattensfiskar trots det mindre livsutrymmet är så pass stor, beror främst på att de mycket diversifierade biotoperna i sötvatten möjliggör en snabb artbildning inom relativt begränsade geografiska områden.

## Biologisk adaption
Miljöer med sötvatten skiljer sig från de med brackvatten och saltvatten på många sätt; det mest självklara är de olika salthalterna. På grund av osmos riskerar sötvattensfiskar att utsöndra mycket salt till det omgivande vattnet, vilket skulle göra deras celler, blod och skelett alltför saltfattigt. För att överleva har sötvattensfiskarna därför utvecklat en rad olika fysiologiska adaptioner, så att de kan behålla en balanserad halt av joner i kroppen. Exempelvis har flera arter utvecklat njurar som ger en så utspädd och alltså saltfattig urin som möjligt. Dessutom har många arter särskilda kloridcellerna i gälarna, som aktivt pumpar in salter i blodet, från det omgivande vattnet. Vidare får fiskarna i sig salter via födan.